# Robert Hamilton (piłkarz)
Robert Cumming Hamilton (ur. 13 maja 1877 w Elgin, zm. 2 maja 1948 tamże) – szkocki piłkarz występujący na pozycji napastnika.
W barwach Rangers i Heart of Midlothian rozegrał łącznie 180 spotkań i zdobył 188 bramek w Scottish Division One. W sezonach 1897/1898, 1898/1899, 1899/1900, 1900/1901, 1903/1904 oraz 1904/1905 zostawał królem strzelców tych rozgrywek, odpowiednio z 18, 25, 15, 20, 28 i 19 bramkami. Z zespołem Rangers zdobył czterokrotnie mistrzostwo Szkocji (1899, 1900, 1901, 1902) oraz dwukrotnie Puchar Szkocji (1898, 1903).
W reprezentacji Szkocji zadebiutował 18 marca 1899 w wygranym 6:0 meczu British Home Championship 1899 z Walią, a 25 marca 1899 w wygranym 9:1 spotkaniu tego samego turnieju z Irlandią strzelił swoje dwa debiutanckie gole w kadrze. 23 lutego 1901, podczas meczu British Home Championship 1901 przeciwko Irlandii, zdobył cztery bramki, a jego drużyna zwyciężyła 11:0. W latach 1899–1911 w drużynie narodowej rozegrał 11 spotkań i zdobył 15 bramek.